# Директно дело за противоконституционност поради бездействие
Директно дело за противоконституционност поради бездействие (на португалски: Ação Direta de Inconstitucionalidade por Omissão, ADO) е процедурен инструмент за абстрактен конституционен контрол в Бразилия, който има за цел да защити правовия ред в страната от т.нар. противоконституционно бездействие на властите. Директното дело за противоконституционност е инструмент за проверка на конституционността на проявено бездействие от страна на държавен орган, отговорен за прилагането на определени конституционни норми, без значение дали това е федерален или щатски орган на властта и без оглед на това дали този орган изпълнява законодателни или административни функции, но при условие че неговото бездействие би могло да повлияе върху ефективното прилагане на Бразилската конституция. В Бразилия абстрактният конституционен контрол е концентриран във Върховния федерален съд, който единствен има правото да разглежда и да се произнася по директните дела за противоконституционност поради бездействие.

## Същност и характеристики
Директното дело за противоконституционност поради бездействие е разновидност на Директното дело за противоконституционност, но с тази разлика, че при Директното дело за противоконституционност поради бездействие обект на абстрактен конституционен контрол не са приетите закони и нормативни актове, а липсата на такива нормативни актове, чието приемане според конституцията на страната е задължение на компетентния орган, от изпълнението на което зависи ефективното прилагане на дадена конституционна разпоредба. Когато компетентният орган не произвежда изискуемите нормативни актове, според Конституцията на Бразилия се стига до противоконституционно състояние на бездействие, което пречи на ефективното прилагане на конституционни разпоредби и застрашава зададения от конституцията правов ред като цяло, а не просто упражняването на конкретни права, изброени в нея. Така целта на конституционния контрол тук е бездействието на компетентните органи по отношение на изпълнението на конституционните разпоредби и регулиране на ситуациите, демонстриращи неефективността на конституционните разпоредби. За целта конституцията предвижда провеждането на процедурата Директно дело за противоконституционност поради бездействие, което е регламентирано в член. 103, параграф 2 от Конституцията на Бразилия, който гласи:
| „ | Параграф 2. Когато бъде обявена противоконституционност поради липса на мерки, които да направят ефективна дадена конституционна разпоредба, отговорната за това власт ще бъде информирана да предприеме необходимите действия и, в случай на административен орган, това да бъде направено в срок от тридесет дни. | “ |

Подобно на Директното дело за противоконституционност, Директното дело за противоконституционност поради бездействие е процедура, която се извършва само пред Върховния федерален съд на Бразилия. Според закон 9868 от 1999 г. само субектите, които имат право да инициират процедурата Директно дело за противоконституционност пред Върховния федерален съд, имат това право и по отношение на Директното дело за противоконституционност поради бездействие, а според Конституцията на страната това са:
- Президентът на Републиката;
- Председателския съвет на Федералния сенат;
- Председателския съвет на Камарата на депутатите;
- Председателските съвети на щатските законодателни асамблеи или на Законодателната камара на Федералния окръг;
- Щатските губернатори или губернатора на Федералния окръг;
- Главният прокурор на Републиката;
- Федералният съвет на Бразилската адвокатска асоциация;
- политическа партия, представена в Националния конгрес;
- конфедерации на работнически организации или от професионални асоциации с национално значение[3].

## Обхват
Формулировката на член 103, параграф 2 не оставя съмнение, че целта на контрола в случая са не само законодателните задължения, а и задължения, които може да са административни по природа и които могат в определени случаи да повлияят на ефективното прилагане на конституционните разпоредби.
Въпреки това неизпълнението на задълженията от страна на законодателното тяло заема най-важното място сред целите на процедурата, тъй като конституцията на страната изобилства от разпоредби, за които самата тя задава правна реализация чрез имплементирането им в съответните инфраконституционни закони, които са от компетентността на Националния конгрес и неговите камари. Според върховния съдия Жилмар Мендис по отношение на законодателния процес процедурата припокрива комплекса от действия, които изграждат същността на законодателния процес в различните му стадии. Главният адресат на съдебната заповед, с която приключва една успешна процедура ADO срещу законодателя, обикновено е законодателната власт в лицето на Националния конгрес. Но системата на законодателната инициатива, установена в Конституцията на Бразилия, прави бездействието на органите със законодателна инициатива също обект на ADО.
По отношение на бездействието на легислатора една от основните трудности пред върховните съдии е да преценят кога точно възниква противоконституционното бездействие на законодателя. Трудността тук се създава от т.нар. Inertia deliberandi (обсъжданията и гласуванията – основен състав на мудността на законодателния процес), която е характеристика на законодателния процес в двете камери на Конгреса, а конституцията на страната не предвижда времеви срокове, в които трябва да се ограничат обсъжданията на проектите на инфраконституционните закони. По този въпрос Върховният съд се е произнесъл, че основният принцип, който трябва да се спазва, е, че ако законодателният процес вече е иницииран, то не може да има противоконституционно бездействие на законодателя. Въпреки това в практиката си Върховният съд е постановил, че ако Inertia deliberandi се характеризира с несигурност и закъснението прераства в неглижиране, то Върховният съд има право да обяви противоконституционност поради бездействие въпреки наличието на внесен законопроект, който се обсъжда в Конгреса. По този начин съдиите превръщат Inertia deliberandi в обект на процедурата, а борбата срещу  мудността на законодателния процес в цел на Директното дело за противоконституционност поради бездействие. В това отношение съдът е създал и прецедент да ангажира със срокове законодателя. В решението си по едно от най-известните директни дела за противоконституционност поради бездействие от 2007 г. (ADО, заведено от Законодателното събрание на щата Мато Гросо срещу Националния конгрес), Върховният съд постановява наличие на противоконституционно бездействие от страна на законодателя, който в продължение на 10 години не приема изискания от Конституцията допълнителен федерален закон за създаването, обединението, сливането и разделянето на общините, и дава срок от 18 месеца на законодателя да приеме необходимия закон.
Що се отнася до проблема за бездействието, в бразилската правна литература се различават два вида – абсолютно и частично. Според теорията пълно бездействие е налице, когато компетентният орган не е издал необходимия според конституцията нормативен акт. От друга страна, когато е налице такъв акт, но хипотезите му не покриват всички предвидени в конституцията случаи, то може да се говори за частично бездействие – т.е. в акта е налице частичен пропуск, а това е основание срещу органа да бъде заведено директно дело за противоконституционност поради бездействие. Тенденцията е броят на директните дела за противоконституционност поради тотално бездействие да намалява за сметка на тези, в чиято основа стои частичното бездействие. Причината за това е, че от приемането на конституцията през 1988 г. е минало достатъчно дълго време, през което повечето висящи пред легислатора и другите органи задачи, произтичащи от нея, вече са изпълнени, а броят на напълно неуредените въпроси е значително ограничен.
Открит остава и въпросът каква сила имат тези решения, ако се изхожда от принципа за разделение на властите, според който Върховният съд не може да замества законодателя, когато последният не произвежда необходимите норми, и как могат да се приложат решенията по тези дела, след като липсва процедура за принудителното им изпълнение. По отношение на органите на изпълнителната власт Конституцията е категорична, че те имат срок от 30 дни, за да преустановят бездействието си, констатирано с решение на Съда по директното дело. Що се отнася до законодателната власт, Върховният съд заема едни по-консервативни позиции, изхождащи от твърдото му убеждение за разделение на властите. Изглежда, че Съдът предпочита да се придържа към мнението, че при пълна липса на регулация, изисквана от Конституцията, Върховният съд трябва да обяви противоконституционност поради бездействие, без да обявява за невалидни други актове и без да издава преки заповеди до законодателя, и че решението да се декларира противоконституционно бездействие не може да се разпростира по-далече от това Съдът да информира компетентния орган, за да може последният да предприеме необходимите мерки за отстраняване на противоконституционното състояние на бездействие. И по този въпрос обаче позицията на Върховния съд търпи развитие. В някои по-нови решения, взети от пленума на Върховния федерален съд, той започва да прокарва и разбирането, че когато установи прекалено дълъг период на бездействие, с решението си по делото Върховният съд има право да приеме мерки, които да регулират проблема, обект на бездействието, за определен период от време или докато законодателят не приеме необходимите за целта норми. В тези случаи трябва да бъде пояснено, че Съдът, без да се ангажира с поемане на функции, които са типично законодателни по природа, започва да приема възможността магистратите временно да регулират проблема. По този въпрос Върховният съд е приел специално решение с допълнителни насоки, които представят значителни промени в техниката на разглеждане на директните дела за противоконституционност поради бездействие.